# Mary Elizabeth McDonough
Mary Elizabeth McDonough (Los Ángeles, California, 4 de mayo de 1961) es una actriz y escritora estadounidense, principalmente conocida por interpretar a Erin Walton en The Waltons y sus películas.

## Biografía
En 1988, se casó con Rob Wickstrom, con quien tiene una hija; Sydnee. La pareja se divorció en 1996. McDonough sufre de lupus eritematoso, padecimiento que le ha atribuido fugas de sus implantes mamarios de silicona.
En la década de 2000, regresó a la televisión, como estrella invitada en series como Boston Legal y Las aventuras de Christine. 
McDonough ha estado en exposiciones internacionales como Get Focused Radio con Kate Hennessy. Se le puede ver en internet en el show Mcdougall MD, como parte de las emisiones de la red TBN.

## Filmografía

### Como actriz
- The Homecoming: A Christmas Story (1971)
- The Waltons (1971-1981)
- CBS: On the Air (1978)
- Family Feud (1979)
- Circus of the Stars (1980)
- The Other Victim (1981)
- Midnight Offerings (1981)
- Lovely But Deadly (1981)
- A Day for Thanks on Walton's Mountain (1982)
- Mother's Day on Walton's Mountain (1982)
- A Wedding on Walton's Mountain (1982)
- The Love Boat (1982)
- Mortuary (1983)
- The Love Boat (1983)
- Snowballing (1984)
- Impure Thoughts (1985)
- Waiting to Act (1985)
- Funland (1988)
- Hunter (1989)
- Mom (1990)
- A Walton Thanksgiving Reunion (1993)
- of Evidence (1993)
- Heaven Sent (1994)
- A Walton Wedding (1995)
- Promised Land (1996)
- Picket Fences (1996)
- A Walton Easter (1997)
- One of Those Nights (1997)
- ER (1997)
- The Pretender (1998)
- Diagnosis: Murder (1998)
- Walker, Texas Ranger (1999)
- Ally McBeal (1999)
- The Division (2001)
- TV Road Trip (2002)
- Will & Grace (2002)
- The West Wing (2002)
- Star Dates (2003)
- The New Adventures of Old Christine (2006)
- A Walton Reunion (2010)
- Efectos en el lago (2012)
- The Costume Shop (2014)
- Monster Hunters USA and Day Care Center (2015)

### Como directora
- For the Love of May (2000)

### Como productora
- Creampuff (1998) (productora asociada)

### Como escritora
- For the Love of May (cortometraje, 2000)
- Lessons from the Mountain, What I Learned from Erin Walton